# 向上路
向上路（英語：Xiangshang Rd.）是聯絡臺灣臺中市市區與臺中港之重要道路，大致呈東西向，共分九段。東起民權路，西抵臨港路二、三段，二到九段原為「台中港特定區特三號道路」與「臺中市生活圈特三號道路」（併稱特三號道路）路段，五權西路三段以西之路段則為市道136號之一部分。
2013年2月，臺中市政府決定將台中生活圈特三號道路與原來的向上路路名統一為「向上路」，並於同年9月9日公告生效。全段西起自臺中港，銜接原有的台中港特三號道路，行經龍井後，過大肚區蔗部後，經臺中產業園區及臺中市精密機械科技創新園區，隨後跨越中山高速公路、穿越高鐵高架橋下方、跨越筏子溪後，往東延伸至五權西路路口，後與向上路二段連接，東抵民權路口。

## 行經行政區域
（由東至西）
- 西區
- 南屯區；寶山里、文山里、新生里、三厝里、惠中里(西向-惠文路至大墩路)、田心里(東向-惠文路至文心路口)、文心里(東向-文心路口至大墩路口)
- 大肚區
- 龍井區
- 沙鹿區
- 梧棲區

## 道路分段
（由東至西）

### 整併前
- 西區、南屯區向上路（一至五段）
- 大肚、龍井區中龍路（一至二段）
- 沙鹿區中興路
- 龍井、梧棲區港南路（一至二段）

### 現狀
- 一段：民權路─文心路一段
- 二段：文心路一段─黎明路二段
- 三段：黎明路二段─環中路四段
- 四段：環中路四段─忠勇路
- 五段：忠勇路─遊園南路
- 六段：遊園南路─屏西路
- 七段：屏西路─中華路三段
- 八段：中華路三段─港埠路一段
- 九段：港埠路一段─臨港路二段

## 車道配置
- 一段─三段：雙向四車道；五權西路以西有中央綠化安全島的設置。
- 筏子溪橋：雙向六車道（內線禁行機車）。
- 四段─五段（五權西路以東）：
  - 快車道：雙向四車道（全線禁行機車）。
  - 慢車道：雙向二車道。
  - 設有中央綠化安全島及快慢車道綠化分隔島。
- 五段─六段（西屯路以東）：
  - 快車道：雙向六車道（全線禁行機車）。
  - 慢車道：雙向二車道。
  - 設有中央綠化安全島及快慢車道分隔島。
- 六段（西屯路以西）：雙向六車道。
- 七段：雙向六車道及機車道。
- 中興橋：雙向四車道（全線禁行機車）。
- 八段：
  - 快車道：雙向六車道（全線禁行機車）。
  - 慢車道：雙向二車道。
  - 設有中央綠化安全島及快慢車道分隔島。
- 九段：
  - 高架橋：雙向四車道（設有中央安全島，全線禁行機車）。
  - 快車道：雙向四車道（全線禁行機車）。
  - 慢車道：雙向二車道。
  - 設有中央綠化安全島及快慢車道綠化分隔島。

## 本道路客運
| 編號  | 業者       | 路線                           | 行駛區間                          |
| ----- | ---------- | ------------------------------ | --------------------------------- |
| 5     | 全航客運   | 臺中火車站－僑光科技大學       | 英才路－惠中路                    |
| 27    | 台中客運   | 臺中火車站－嶺東科技大學       | 民權路－英才路                    |
| 83    | 中鹿客運   | 仁友停車場－捷運文心森林公園   | 精科五路－文心路                  |
| 89    | 中鹿客運   | 嶺東科技大學－東門橋           | 美村路－黎明路                    |
| 160   | 和欣客運   | 僑光科技大學－高鐵臺中站       | 黎明路－環中路                    |
| 199   | 捷順交通   | 龍井竹坑口－文修停車場         | 河南路－沙田路六段                |
| 199延 | 捷順交通   | 龍津高中－文修停車場           | 河南路－沙田路六段                |
| 290   | 台中客運   | 干城站－童綜合醫院（梧棲院區） | 英才路－忠明南路                  |
| 352   | 四方客運   | 中科管理局－大肚               | 西屯路四段－保寧路 自強路－沙田路 |
| 352延 | 四方客運   | 中科實驗高中(平和路)－大肚     | 西屯路－保寧路 自強路－沙田路     |
| 353   | 巨業交通   | 天母櫻城－巨業沙鹿站           | 保寧路－自立路                    |
| 617   | 中鹿客運   | 臺中港旅客服務中心－仁友停車場 | 中華路－沙田路                    |
| 658   | 中台灣客運 | 大安濱海樂園－惠文高中         | 龍井交流道－西屯路四段            |
| 658延 | 中台灣客運 | 海墘國小－大安區公所－惠文高中 | 龍井交流道－西屯路                |
| 1852  | 國光客運   | 板橋─國道3號─臺中              | 龍井交流道－西屯路                |

## 沿線設施
（由東至西）
| | |
| （往東接民權路） 一段（西區／南屯區） - 劉麵包廠 - 孫立人將軍故居 英才路 - 經國綠園道 - 新光銀行向上分行 - 臺中地區農會 美村路一段 - 好樂迪向上店 - 向上市場 忠明南路 麻園頭溪 精誠路 東興路三段 - 萬壽棒球場 - 臺中市南屯區大新國民小學 文心路一段 - 台中捷運綠線112站 二段（南屯區） - 文心森林公園 - IKEA臺中店 - 中華郵政臺中向上郵局(臺中70支) - 臺中市南屯區大墩國民小學 - 臺中市立大墩國民中學 河南路四段 黎明路二段 三段（南屯區） - 永春自辦重劃區 南屯溪 五權西路二段 - 臺中天目城 環中路四段（快官霧峰線） 四段（南屯區） 筏子溪 臺灣高鐵 中山高速公路 忠勇路 | 五段（南屯區／大肚區／龍井區） - 臺中市南屯區文山國民小學 嶺東路（往國立臺中科技大學南屯校區） - 家森橋 - 臺中產業園區 - 臺中市精密機械科技創新園區 - 臺中市垃圾焚化廠（文山焚化廠） 五權西路三段 - 遊園路二段、遊園南路 六段（龍井區／沙鹿區） - 大肚巧聖先師廟 - 大肚山自強夜市 - 臺中市立四箴國民中學 - 臺中市立圖書館龍井山頂分館 - 臺灣電力公司中港超高壓變電所 西屯路四段（往臺灣大道） 福爾摩沙高速公路182 龍井龍井交流道 - 臺中港區運動公園（港區運動中心） 屏西路 七段（沙鹿區／梧棲區） - 光田綜合醫院向上院區 - 中興橋 沙田路／沙田路六段 臺鐵海岸線 - 南勢溪 中華路一段、三段 八段（梧棲區／龍井區） - 龍井大排 中央路一段、三段 西部濱海快速公路157 龍井龍井交流道 九段（梧棲區） - 港南路高架橋 臨港路二段、三段 （往西北接臺中港港區中二路一段） |

## 軼事
因向上路沙鹿區段（原沙鹿區中興路）為時任立委顏清標爭取開闢，當地民眾之前以其綽號冬瓜標暱稱該段路為「冬瓜路」。